# Nectarinia newtonii

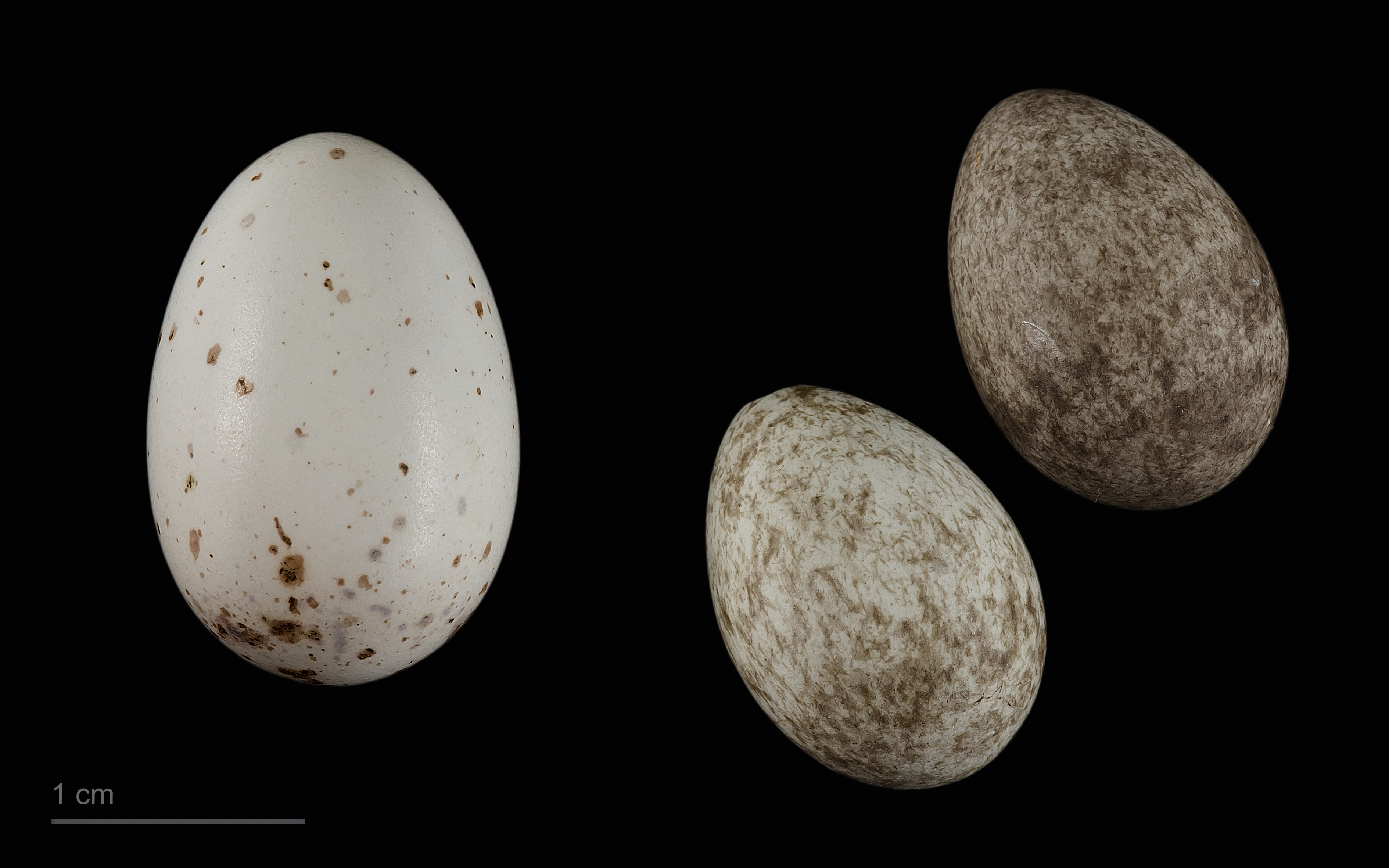
Chrysococcyx cupreus em um ninho de Anabathmis newtonii - MHNT

Nectarinia newtonii é uma espécie de ave da família Nectariniidae.
É endémica de São Tomé e Príncipe.